# أرني سلوت
أريند مارتين "آرنه" سلوت (بالهولندية: Arne Slot) (مواليد 17 سبتمبر 1978)، هو مدرب كرة قدم هولندي ولاعب سابق في مركز خط الوسط، يشغل حاليًا منصب المدير الفني لنادي ليفربول في الدوري الإنجليزي الممتاز.

## المسيرة الرياضية
بدأ مسيرته الكروية مع نادي بي إي سي زفوله، حيث فاز بلقب الدوري الهولندي الدرجة الأولى في عام 2002. كما لعب لناديي ناك بريدا وسبارتا روتردام، قبل أن يعود إلى نادي بي إي سي زفوله ويختتم مسيرته كلاعب هناك، محققًا لقبًا آخر في الدوري الهولندي الدرجة الأولى عام 2012.
بدأ سلوت مسيرته التدريبية في أكاديمية نادي بي إي سي زفوله وعمل كمساعد مدرب في نادي كامبور قبل أن يتولى منصب المدرب المساعد الرئيسي هناك. وفي عام 2017، انضم إلى نادي إيه زد ألكمار كمدرب مساعد، وتم تعيينه مدربًا رئيسيًا للفريق في عام 2019.  
في عام 2021، أصبح سلوت المدير الفني لنادي فينورد، حيث قاد الفريق إلى نهائي دوري المؤتمر الأوروبي في موسمه الأول. كما حقق مع النادي لقب الدوري الهولندي الممتاز وكأس هولندا في المواسم اللاحقة.

## روابط خارجية
- أرني سلوت على موقع الاتحاد الأوربي (الإنجليزية)
- أرني سلوت على موقع إي إس بي إن إف سي (الإنجليزية)
- أرني سلوت على موقع قاعدة بيانات كرة القدم.إي يو (الإنجليزية)
- أرني سلوت على موقع بيانات كرة القدم. دي إي (الألمانية)
- أرني سلوت على موقع Soccerbase.com (لاعب) (الإنجليزية)
- أرني سلوت على موقع Soccerbase.com (مدرب) (الإنجليزية)
- أرني سلوت على موقع Soccerway.com (الإنجليزية)
- أرني سلوت على موقع عالم كرة القدم.نت (الإنجليزية)
- أرني سلوت على موقع كووورة